# ディノケファルス類
ディノケファルス類（ディノケファルスるい、Dinocephalians あるいはディノケファルス亜目、Dinocephalia）もしくは恐頭類は単弓類（旧「哺乳類型爬虫類」）の分類群の一つ。単弓綱・獣弓目に属する。その名の通り、巨大な牙や角、異様に肥厚した頭蓋などの特徴を持つ属を多く含む。ペルム紀中期に繁栄したが、P-T境界の大量絶滅を待たずして絶滅した。

## 進化史
ディノケファルス類はペルム紀前期、盤竜類から進化した獣弓類のグループの一つで、幾らかの特殊化は見られるものの、テトラケラトプス、ビアルモスクス亜目同様、祖先的な形質を持つ。かれらは絶滅していく盤竜類と入れ替わる様に各地へと放散していった。
このディノケファルス類のメンバーから最も早い時期に分岐したのは、エステメノスクス科である。この系統に含まれるエステメノスクスは、眼窩後部及び頬の角及び鼻の上部に骨の隆起を持っていた。
彼らに次いで現れた大グループが、アンテオサウルス上科である。このグループは、主に肉食の捕食者であった。ティタノフォネウスやアンテオサウルスなどが代表として挙げられる。ティタノフォネウスは3m程の盤竜類を思わせる外観の生物で、頭骨の肥厚は見られない。しかし、幅広い頭蓋や鋭い切歯などはディノケファルス類特有の特徴も見える。一方のアンテオサウルスは著しい頭骨の肥厚が見られ、より大型化している。
次いで現れたのがタピノケファルス下目である。このグループは、ディノケファルス類の中でも特殊化の進んだグループで、「切歯距」と呼ばれる切歯後方の段差が拡大し、犬歯は縮小。顎関節は前方へと移動している。このグループは、肉食から雑食を経て植物食へと適応していく途上のティタノスクス科と、完全に植物食へと適応したタピノケファルス科に分けられる。後者のタピノケファルス科の代表としては、モスコプスなどが挙げられる。頭骨は10cmもの厚みに達しており、彼らはこれを、儀礼的闘争の手段として使用したという説もある。このグループは極めて繁栄し、多数の化石が発見されている。特に有名なのが、南アフリカ・カルーのタピノケファルス帯である。
こうしてペルム紀中期においてディノケファルス類は大型肉食動物と大型植物食動物の両方の地位を占めるまでの繁栄を極めた。しかし、ペルム紀中期の終わりとともにディノケファルス類は滅亡への道を歩む事になる。これは、P-T境界の大量絶滅が近づいた事による環境の変化に適応出来なかった為ともいわれているが、原因は不明である(約2億6000万年前、ペルム紀中期ガダルピアン世末にはP-T境界の大量絶滅に先駆け、中小規模の大量絶滅が起きている)。それに変わって繁栄したのが、草食のパレイアサウルス類と、ディキノドン類である。またそれより先に、アンテオサウルスなどの肉食のグループは姿を消しており、捕食者のニッチはゴルゴノプス亜目やテロケファルス亜目などのグループに占められていた。

## 分類
金子隆一の著書『哺乳類型爬虫類』（1998年）ではディキノドン類に近縁とされている。しかし1997年の時点では、ディキノドン類との関係は薄いとする報告もある。

## 特徴

### 形態
頭骨肥厚する傾向が見られる。中にはエステメノスクス及びストゥルシオケファルスの様に角状の構造が見られるものがある。これらは各々独立に獲得したものである。また、側頭窓が拡大している。
歯上下の切歯が交互に噛み合う。また、アンテオサウルス上科以降の種では、「切歯距」と呼ばれる段が発達。草食に特化するにつれ、犬歯は縮小していく。
口蓋骨性の二次口蓋を持たない。
体格ディノケファルス類には、かなりの大型種が含まれていた。捕食者のアンテオサウルスは、頭蓋長80cm、全長4mに達した。また、最大の草食動物タピノケファルスは体重約2トン、全長約4.5メートルといわれる。当時大きさにおいて彼らに対抗しうるのは、コティロリンクスなどで知られるカセア科の大型種とパレイアサウルス科だけであった。
表皮エステメノスクスの化石には、皮膚が残されていた。その表面には鱗は無く、無数の腺が発見された。これは汗腺であり、ディノケファルス類の段階で既に発汗による体温調節能力を持っていたとする説もある。

### 生態
食性初期のグループには、アンテオサウルスなど大型の捕食者が見られた。後期のタピノケファルス亜科は、雑食を経て植物食へと適応していった。
儀礼的闘争肥厚した頭骨などから、この頭部をぶつけあい、儀礼的闘争を行ったのではないかという説もある。ただし、四肢の構造などから助走をつけての頭突きは不可能だったのではないかといわれる。ちなみにこの儀礼的闘争仮説は、白亜紀の恐竜、パキケファロサウルスなどの堅頭竜下目においても唱えられている。

## 古病理学
とあるジョンケリア（タピノケファルス類）の化石には、骨髄炎の痕跡が残されていた。また、大腿骨には、おそらく他のディノケファルス類(肉食性の種)によると思われる歯型も残されており、そこが化膿していた。

## 系統
ディノケファルス類を異歯亜目に入れ、下目とする説もある。
- 単弓類 Synapsida（†盤竜類 Pelycosauria）
  - †スフェナコドン科 Sphenacodontidae
  - 獣弓目 Therapsida
    - †ディノケファルス亜目 Dinocephalia
    - Eutherapsida
      - †異歯亜目 Anomodontia
      - 獣歯類 Theriodontia
        - キノドン亜目 Cynodontia
          - 哺乳類 Mammalia

### 下位分類
ディノケファルス類の系統に関する研究の進展はあまり見られない。以下に示す分類は、あくまでも一例にすぎない。
- エステメノスクス科 Estemmenosuchidae : エステメノスクス
- アンテオサウルス上科 Anteosauroidea
  - プリソプス科 Brithopodidae / アンテオサウルス科 Anteosauridae
    - プリソプス属 Brithopus
    - Deuterosauridae
    - Syodontidae
    -  ?Stenocybidae
    - ティタノフォネウス属 Titanophoneus
    - アンテオサウルス亜科 Anteosaurinae : アンテオサウルス
- タピノケファルス下目 Tapinocephalia
  - ティタノスクス科 Titanosuchidae : ティタノスクス , ジョンケリア[5]
  - タピノケファルス科 Tapinocephalidae : タピノケファルス , ウレモサウルス , モスコプス

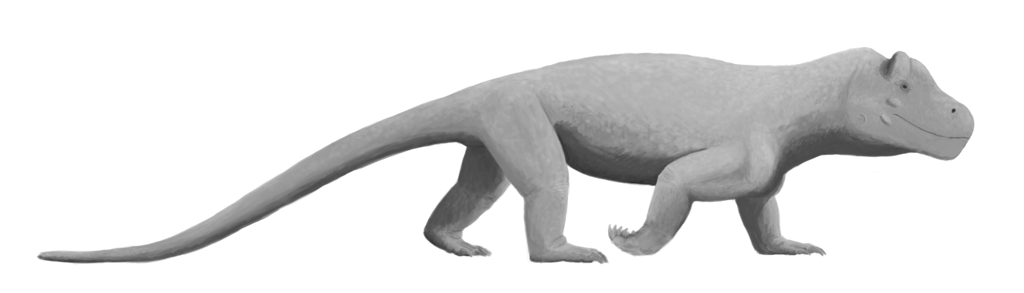
アンテオサウルス想像図
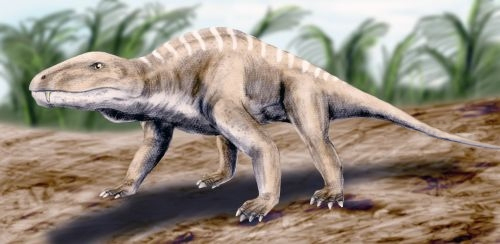
ティタノフォネウス想像図
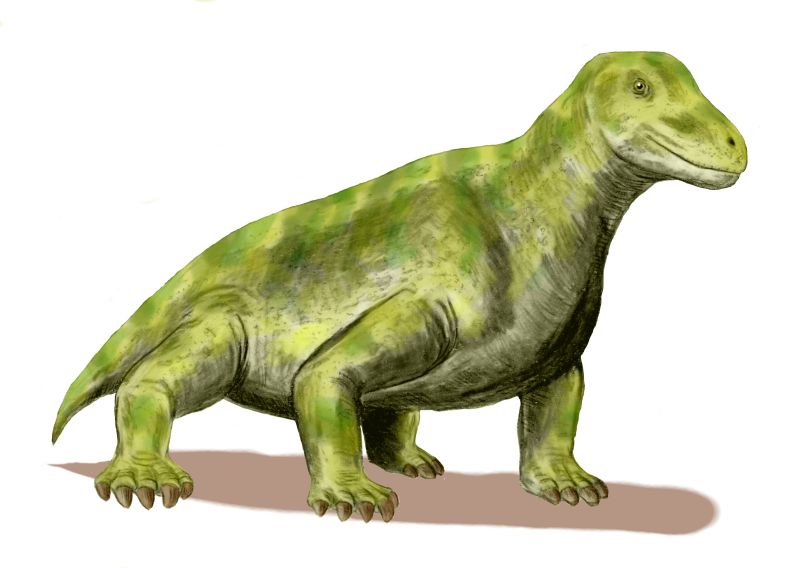
モスコプス想像図
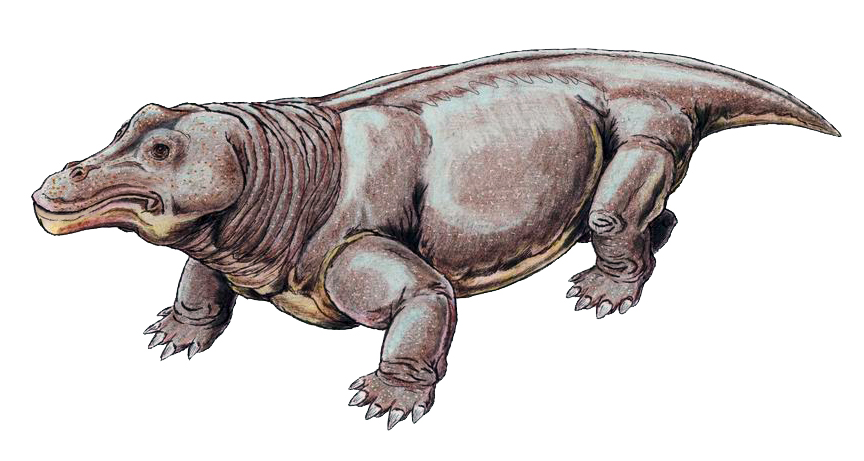
ストゥルシオケファルス想像図